# Didn't You Know How Much I Loved You
«Didn't You Know How Much I Loved You»  — третій сингл другого альбому американської кантрі співачки Келлі Піклер — «Kellie Pickler». В США вийшов 31 серпня 2009. На «Billboard» «Hot 100» пісня посіла 99 місце, а на «Billboard» «Hot Country Songs» — 14 місце.
В США сингл «Didn't You Know How Much I Loved You» продався у 255,000 копій.

## Список пісень
| #  | Назва                                  | Тривалість |
| -- | -------------------------------------- | ---------- |
| 1. | «Didn't You Know How Much I Loved You» | 4:45       |

## Чарти
| Чарт (2009-2010)                         | Місце |
| ---------------------------------------- | ----- |
| U.S. Billboard Hot Country Songs         | 14    |
| U.S. Billboard Hot 100                   | 97    |
| Canadian Radio & Records Country Singles | 49    |